# Погосян, Сергей Размикович
Серге́й Ра́змикович Погося́н (род. 20 июля 1971, Алма-Ата, Казахская ССР, СССР) — казахстанский актёр театра и кино, телеведущий. Заслуженный деятель Казахстана (2015). Лауреат Государственной премии Казахстана (2002).

## Биография
Родился 20 июля 1971 года в Алма-Ате. Окончил Алма-Атинский сельскохозяйственный институт по специальности экономист. После этого учился в КазНАИ имени Т. Жургенова по специальности «актёр театра и кино». До 2009 года являлся актёром Русского академического театра драмы имени М. Ю. Лермонтова (Алма-Ата). С 2016 года работает в Московском театре юного зрителя.

## Театральные работы
- Е. Черняк — Василиса Прекрасная — Змей Горыныч
- Э. Олби — Всё в саду — Ричард
- А. Касона — Деревья умирают стоя — Другой
- Э. Брагинский — Игра воображения — Юрий
- О. Уайльд — Как важно быть серьёзным — Алджернон Монкриф
- Ф. Саган — Когда лошадь теряет сознание — Юбер Дарсэ
- Д. Исабеков — Сети дьявола — Неизвестный
- А. Островский — Таланты и поклонники — Мигаев
- Г. Фигейредо — Эзоп — Эзоп
- Р. Ибрагимбеков — Ищу партнёра для нечастых встреч — Он
- А. Нотомб — Косметика врага — Текстор Тексель

## Призы и награды
- 2002 — Лауреат Государственной премии Республики Казахстан за спектакль «Эзоп»[2] и премии «Алтын Адам» конкурса «Выбор года в Казахстане»[3].
- 2015 — Присвоено почётное звание «Заслуженный деятель Республики Казахстан», за заслуги в области театрального и киноискусства.[4]
- 2016 — Почётный знак «За заслуги в развитии культуры и искусства» (19 мая 2016 года, Межпарламентская ассамблея СНГ) — за значительный вклад в формирование и развитие общего культурного пространства государств — участников Содружества Независимых Государств, в реализацию идей сотрудничества в сфере культуры и искусства[5]
- 2022 — Золотая маска в категории «Драма/Мужская роль второго плана» (Спектакль «Мария Стюарт»).

## Личная жизнь
Жена Татьяна, в прошлом актриса мимического жанра. Есть дочь Анна.

## Фильмография
- 1996—2000 — Перекрёсток — телеведущий
- 2002 — Муж
- 2002 — Каждый взойдёт на Голгофу
- 2005 — Продаётся дача — Сурен
- 2006 — Жулики — разносчик пиццы
- 2006 — Русское средство — режиссёр
- 2007 — Егорино горе — Максимилан
- 2007 — Иван Подушкин. Джентльмен сыска — Санёк
- 2008 — Мустафа Шокай — Сергей, друг Чокая
- 2008 — Откройте дверь — я счастье! — Ашот
- 2008 — Сердцеедки — Тигран Даваян
- 2008 — Солдаты 14 — Овик, друг Погосяна
- 2009 — Город мечты — Гарик Сарксян
- 2009 — Кайрат — чемпион, или Девственник номер один — Фёдор
- 2009 — Террор любовью — Чиквадзе
- 2009 — Шёпот оранжевых облаков — таксист
- 2010 — Астана — любовь моя — доктор
- 2010 — Закон и порядок. Отдел оперативных расследований-4 (15 серия «Тени прошлого») — Давид Акопян
- 2010 — Масквичи — продюсер Гамлет Спартакович; богатый сосед; гей Рудольф; московский аферист; настоятель храма
- 2011 — Одна за всех — Халил, брат Тимура
- 2011 — Немного не в себе — Жора, муж Галины
- 2011 — Ранетки. Финальный аккорд — Заур Нахапетович, новый учитель физкультуры
- 2011 — Реальная сказка — Синдбад-мореход
- 2012 — Балкон
- 2012 — Бигль — Хачтуров, директор базы
- 2013 — Везучая — Виктор
- 2013 — Трое в Коми — Борис-Роман
- 2013 — Одноклассники — Николай Счастливый (подкаблучник) / Евгений Пирогов (врач) / Сергей Родзянский (официант)
- 2015 — Жизненные обстоятельства — Давид
- 2015 — Аманат — граф Несельроде
- 2015/2016 — Восьмидесятые 5—6 — Сурен Вазгенович
- 2016 — Семья Светофоровых — камео (17 серия)
- 2016 — Тэли и Толи — Гурам
- 2016 — Пляж. Жаркий сезон — Сурен
- 2019 — Шифр — Геворк Эмильевич, учитель
- 2019 — Гранд — фокусник Эдвард (эпизод 51)
- 2020 — Большая Маленькая Жизнь — Сергей Владимирович[6]
- 2024 — Просто Михалыч-2 — Гагик, владелец рынка